# SHOT TV
Телеканал «Shot TV» (до апреля 2018 года egoist tv) — российский тематический канал короткометражного и полнометражного премиального кино, преимущественного комедийного жанра, распространяемый в пакетах операторов и на онлайн-платформах (OTT).

## История
2010
Канал короткометражного кино, ранее известный как «Эгоист ТВ», начинает вещание как эксклюзивный канал для несемейного просмотра. В эфире — развлекательные фильмы производства лучших мировых студий, а также продукция ведущих российских производителей «короткого метра». «Эгоист ТВ» распространяется по закрытой подписке.
2012
«Эгоист ТВ» снял свой первый короткометражный фильм «Снег». Режиссёр картины — Иван Твердовский.
2018
Канал прошёл ребрэндинг, был переименован в SHOT TV, его оригинальная упаковка основывается на одностишиях известных авторов. Редакция смягчила контент для взрослой аудитории и расширила жанр «короткого метра», включив большее количество комедийных короткометражных фильмов производства лучших студий-мейджоров и премиальный российский «короткий метр».
2019
SHOT TV изменил стиль трансляции. Программа представлена тематическими блоками, а новое оформление подчеркнуло направленность канала как развлекательного, адресованного самой широкой аудитории. SHOT TV впервые в России показал короткометражный сериал «Городские легенды» (Urban myths) производства британской Sky с бюджетом в 100 млн долларов, рассказавший историческую правду о Бобе Дилане, Элисе Купере, Дэвиде Боуи и других знаменитостях.
Редакция канала поддерживает молодых авторов, представлена в жюри крупнейших мировых кинофестивалей.
Важнейшим событием года стал переход канала на HD вещание.
2020
На время карантина, связанного с пандемией коронавируса, SHOT TV поддержал своих зрителей — открыл эфир и все фильмы из коллекции телеканала можно было смотреть бесплатно онлайн.
Весной 2020-го SHOT TV провел серию стримов «101 карантинец», на которых зрители в прямом эфире общались с известными российскими режиссёрами.
SHOT TV впервые в России показал мини-сериал «Невидимые герои» — историю военного переворота, организованного хунтой Пиночета при поддержке ЦРУ в Чили в 1973 году.
В 2020-м на SHOT TV прошли ещё несколько ярких российских премьер — в эфире телеканала зрители впервые увидели такие короткометражные фильмы как победитель кинофестиваля в Палм-Спрингс «Матрешки», злободневный «Лимб», «Новые соседи», титулованные «А капелла дьявола», «Все включено», «Подарок», номинанты и обладатели Оскара «Окно напротив», «Рай за облаками», «Ловец теней», «Футбольный клуб Нефты», и как никогда актуальная короткометражка «Трампни меня!».
В преддверии нового, 2021 года SHOT TV подготовил ещё один подарок зрителям — впервые в России состоялся показ австралийского мини-сериала «Убермэн». Это история о том, как быть хорошим человеком — становится профессией.
SHOT TV традиционно представлен на крупных российских и международных кинофестивалях, а также на ежегодной акции «День короткометражного кино».
Выбранное направление в подборе контента позволило каналу войти в базовые и другие общедоступные пакеты операторов кабельного телевидения и спутниковых платформ.
2021
Телеканал продолжает создавать собственный видео-контент. В 2021 году началось сотрудничество с известным стендап-комиком Антоном Борисовым, который специально для канала выступил на Новой сцене Александринского театра в Санкт-Петербурге с концертом «Мы в дивном новом мире 1984». Концерт транслируется в эфире телеканала, а также доступен на YouTube-канале SHOT TV.
Телеканал принимал участие в отечественных и международных кинофестивалях, плодотворно сотрудничал с компанией CinePromo, агентством по дистрибуции российского короткометражного кино VOSTOK и Центром Вознесенского, а также поддерживал начинающих режиссёров короткого метра, помогая им продвигать новые фильмы.
По просьбам зрителей канал приобрел коллекцию полнометражных киношедевров и начал ежедневный показ лучших комедий с самыми яркими звездами мирового кинематографа.
Начиная с ноября 2021 года, кабельные операторы и интернет-сервисы могут получать телеканал SHOT TV на платформе наземной дистрибуции «Медиалогистика» на всей территории России.
В 2021 году на канале состоялось несколько ярких сериальных премьер: «Дурная» (Великобритания), «Магнус» (Норвегия), «Год кролика» (Великобритания). А в ноябре на SHOT TV состоялась эксклюзивная российская премьера запрещенного в Венесуэле 63-серийного сериала производства SONY «Уго Чавес. Команданте», посвященного адепту Боливарианской Революции Уго Чавесу.
2022
SHOT TV продолжает принимать участие в престижных кинофестивалях, поддерживая начинающих кинематографистов. Представители телеканала вручали специальные призы на таких мероприятиях как «Кинолес», Genesis Internationak Film Festival, «КиноШок», «Телемания» и др.
Коллекция SHOT TV постоянно пополняется лучшими полнометражными и короткометражными комедиями с мировыми звездами, а также сериалами, показы которых становятся для России премьерными. В эфире появляется новая рубрика под названием «Трэш-кино», включающая в себя самые экстравагантные, яркие непредсказуемые и даже шокирующие короткометражки. Вместе с тем телеканал вводит традицию приглашать зрителей на тематические недели, в рамках которых ежедневно в одно и то же время выходят фильмы, объединённые либо определённой тематикой, либо именем их создателя — режиссёра с мировым именем.

## Содержание
Короткометражное кино является самым сложным экранным жанром. За ограниченное время режиссёр должен успеть полностью представить фабулу, без лишних деталей, самую суть. Для этого требуется талант. Во всем мире режиссёры-дебютанты начинаются с «короткого метра», чтобы продемонстрировать сюжет и получить возможность снимать полноценное кино.
Короткометражные кино подразумевает высокую концентрацию сюжета на одну единицу времени и максимальную вовлеченность зрителя.
Канал максимально эффективно использует особенности современного телесмотрения. Контент SHOT TV технически высокофункционален, его можно смотреть на мобильных устройствах в транспорте, метро, в баре и даже на пляже. Аудиторию канала отличает развитый эстетический вкус и здоровое чувство юмора. Даже если текущее кино не очень рассмешило, через пять минут начнется новое. В коллекцию SHOT TV входят: фильмы — обладатели премии Оскар, лучшее отечественные фильмы, фильмы с мировыми звездами, разножанровое кино, премьерные сериалы и фильмы, впервые представленные на российском телевидение.

## Создатели о телеканале
Наш канал – это эмоциональное общение взрослого со взрослым на взрослом языке. Мы делаем программу для интеллектуальных, самостоятельных мужчин с активной жизненной позицией, адекватной самооценкой и, конечно, здоровым чувством юмора.«ТВ Дайджест», 11.08.2010, «Начал вещание телеканал "Эгоист-ТВ"»
Понимаете, мы обращаемся к взрослой и образованной мужской аудитории – а это особая среда. Настоящий мужчина – если он цельная, сформировавшаяся личность – имеет право на доступ к любой информации и любым эмоциональным переживаниям. Но вместе с тем мужчина несет ответственность за то, что происходит вокруг него. Посмотрите: эфирные каналы открыто эксплуатируют темы эротики и насилия, не задумываясь о последствиях. Смотреть наше телевидение вместе с ребенком становится иногда просто опасно – даже днем в эфире открытых каналов могут демонстрироваться слишком откровенные вещи. Я против этого, но, с другой стороны, мне, как любому нормальному мужчине, тоже хочется чего-то эдакого. Поэтому мы сделали для мужчин канал, который, с одной стороны, предельно откровенен в области чисто мужских эмоций, а с другой стороны – закрыт для несанкционированного доступа. Девиз канала: «Смотри сам!»«ТВ Дайджест», 11.08.2010, «Начал вещание телеканал "Эгоист-ТВ"»

## Вещание
С ноября 2013 года канал доступен к просмотру владельцам телевизоров SAMSUNG и LG SMART TV через приложение Inetcom.TV.
Телеканал SHOT TV доступен для подключения более чем у 15 провайдеров. Канал показывает все лучшие комедии, черные комедии и комедии про отношения из коллекции SHOT TV.